# Cacophis
Cacophis är ett släkte av ormar. Cacophis ingår i familjen giftsnokar.
Arterna är med en längd upp till 75 cm små ormar. De förekommer i östra Australien och lever där i olika habitat. Släktets medlemmar gömmer sig ofta under döda växtdelar. Det giftiga bettet anses inte vara farligt för människor. Honor lägger ägg. Släktets medlemmar listas av IUCN som livskraftiga (LC). Exemplaren lever i låglandet och i bergstrakter upp till 1250 meter över havet. Kroppsfärgen är beroende på art brun eller svartgrå, ibland med gula nyanser. Födan utgörs av ödlor, grodor och maskormar.
Arter enligt Catalogue of Life och The Reptile Database:
- Cacophis churchilli
- Cacophis harriettae
- Cacophis krefftii
- Cacophis squamulosus